# Luciano Faccioli
Luciano Ribeiro Faccioli (Santos, 15 de Fevereiro de 1966) é um jornalista brasileiro.

## Carreira
Começou no rádio na sua cidade natal, Santos. Se destacou no rádio esportivo local e depois foi para São Paulo. Trabalhou primeiro na Rádio Tupi e se transferiu em seguida para a Jovem Pan, onde ganhou notoriedade ao trabalhar como setorista do Corinthians e depois voltar para cobrir o Santos.
Pouco tempo depois, deixou a Pan e começou a se aventurar na TV como repórter e apresentador da TV Tribuna. Mas foi em 2002 que ele teve seu ápice: foi contratado pela Rede Record. Na emissora da Barra Funda, Faccioli começou apresentando o esportivo Debate Bola, substituindo Milton Neves, que havia ido fazer temporariamente o policial Cidade Alerta. Com a volta de Milton ao esportivo, Faccioli ganhou uma nova função, fazer reportagens bem humoradas (principalmente no centro de São Paulo). Se destacando, ele foi convocado pelo narrador Fiori Giglioti, já falecido, para trabalhar na Rádio Record. Em 2005, Faccioli se migra definitivamente para o jornalismo geral e se torna o primeiro apresentador do telejornal local SP no Ar, já na televisão. Além disso, fez também o SP Record e o Hoje em Dia, além de ser colunista do Tudo a Ver. Deixou a emissora em 2010 e foi para a Rede Bandeirantes, para apresentar o Primeiro Jornal. Em 2011, é migrado pro Brasil Urgente, devido a ida de José Luiz Datena para a Record. Mas com a volta de Datena a emissora do Morumbi, Faccioli volta ao jornal matinal. Em 2012, ganha a companhia de Patrícia Maldonado, com que passou a apresentar o noticiário até o seu fim em maio de 2014.
No mesmo mês, Faccioli deixa a Band e em setembro do mesmo ano, é contratado pela TV Jornal, afiliada do SBT em Pernambuco. Ele apresentava o vespertino Faccioli na TV. O programa tinha metas de audiência, mas marcava 5 pontos ou menos. Devido a isso, a TV Jornal rescindiu com Faccioli o contrato em comum acordo, e em março de 2015 deu lugar ao programa Bronca Pesada, que é apresentado por Joslei Cardinot.
Em maio de 2015, Faccioli é contratado pela RedeTV! para apresentar a Super Faixa do Esporte, atração esportiva das tardes de sábado da emissora. Ele apresentou o programa com Débora Vilalba. Em 14 de outubro de 2015, assume como apresentador titular do telejornal RedeTV! News. Em maio de 2016, Faccioli deixa o telejornal noturno, para assumir o Olha a Hora, novo jornal da RedeTV!, que foi cancelado em 2 de agosto de 2016 e culminou com a demissão do jornalista da emissora paulista. Em fevereiro de 2018 o apresentador é o novo contratado da RBTV para apresentar a revista eletrônica Papo em Dia, que estreou em 5 de março de 2018. Em 24 de julho, é contratado pela Rádio Capital para ser debatedor do esportivo Show de Bola Capital.
Em maio de 2021, é contratado pela TV Thathi Litoral para o comando do Litoral Urgente.

## Filmografia
| Ano           | Título                 | Cargo        | Emissora          |
| ------------- | ---------------------- | ------------ | ----------------- |
| 1996–02       | Jornal da Tribuna      | Repórter     | TV Tribuna        |
| 2002–04       | Cidade Alerta          | Repórter     | Rede Record       |
| 2003          | Debate Bola            | Apresentador | Rede Record       |
| 2004–05       | Tudo a Ver             | Colunista    | Rede Record       |
| 2005          | Hoje em Dia            | Colunista    | Rede Record       |
| 2005–10       | SP no Ar               | Apresentador | Record São Paulo  |
| 2010–14       | Primeiro Jornal        | Apresentador | Rede Bandeirantes |
| 2011          | Brasil Urgente         | Apresentador | Rede Bandeirantes |
| 2014–15       | Faccioli na TV         | Apresentador | TV Jornal         |
| 2015          | Super Faixa do Esporte | Apresentador | Rede TV!          |
| 2015–16       | RedeTV! News           | Apresentador | Rede TV!          |
| 2016          | Olha a Hora            | Apresentador | Rede TV!          |
| 2018–21       | Papo em Dia            | Apresentador | Rede Brasil       |
| 2021–presente | Litoral Urgente        | Apresentador | TV Thathi Litoral |